# Chiton (mollusque)
Genre
Chiton est un genre de mollusques polyplacophores de la famille des Chitonidae.

## Liste des espèces
Selon World Register of Marine Species (12 janvier 2017) :
- Chiton brevispinosa (G. B. Sowerby II, 1840) — Comores et île Maurice
- Chiton echinata (Barnes, 1824)
- Chiton gemmata (Blainville, 1825)
- Chiton granulata (Gmelin, 1791)
- Chiton loochooana (Broderip & G. B. Sowerby I, 1829)
- Chiton planispina Bergenhayn, 1933
- Chiton spinosa (Bruguière, 1792)
- Chiton vaillantii Rochebrune, 1882 — Égypte

Autres noms
- Chiton elegans Blainville, 1825, l'Oscabrion élégant, une espèce trouvée en Nouvelle-Hollande (Australie ?)

Noms en synonymie
- Chiton chilensis Frembly, 1827, Chiton elegans Frembly, 1827, Chiton grayii G. B. Sowerby I, 1832 et Chiton lineolatus Frembly, 1827, des synonymes de Tonicia chilensis (Frembly, 1827)

## Galerie

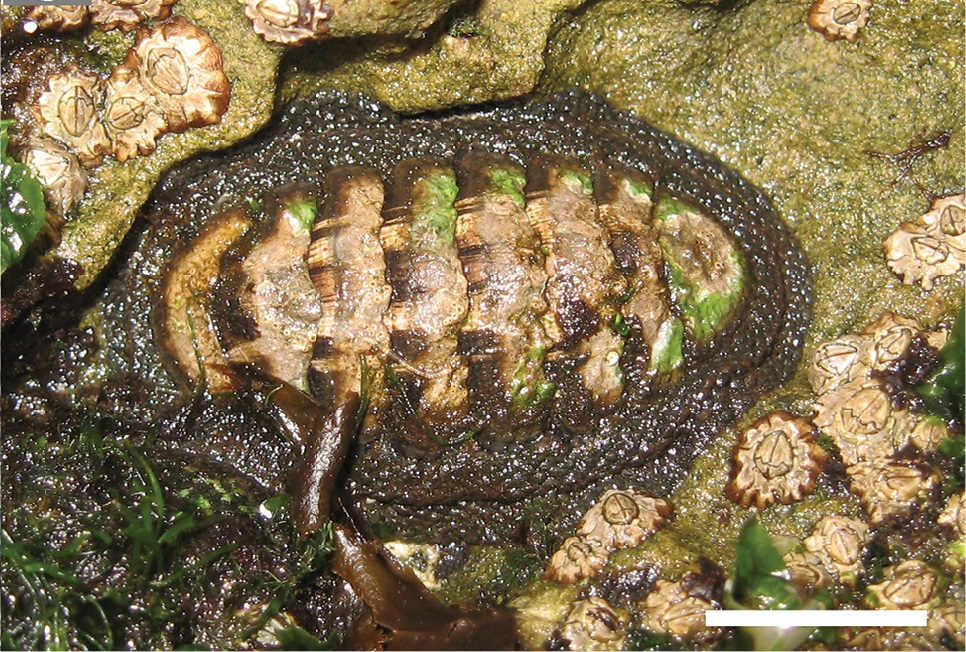
Chiton granosus.
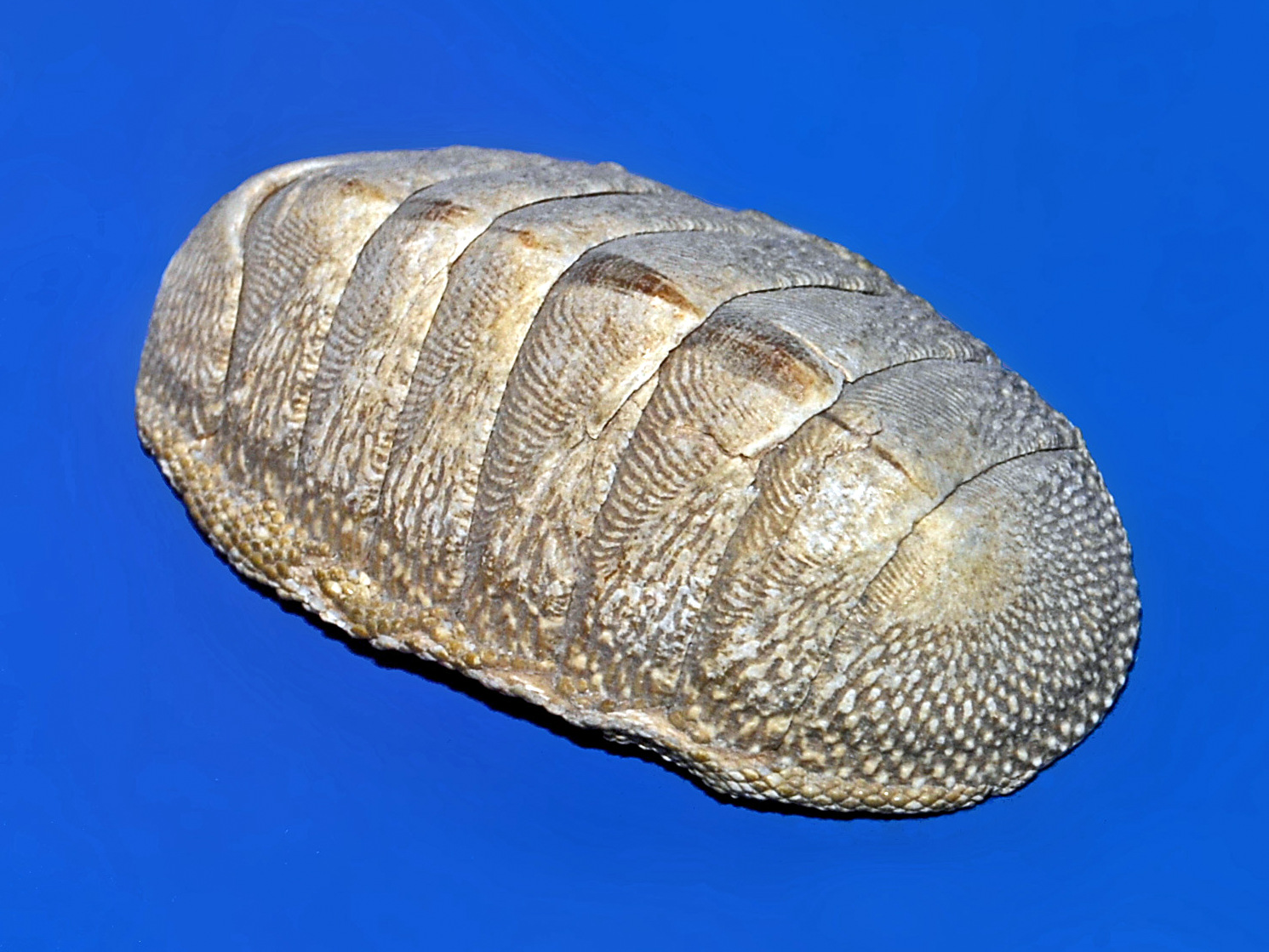
Chiton squamosus.
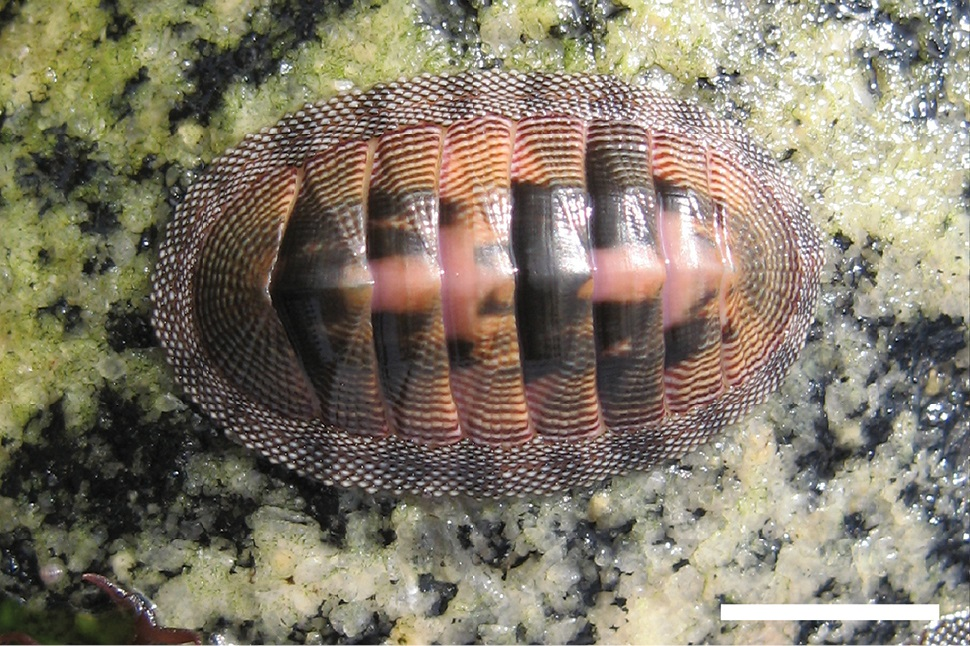
Chiton cumingsii.
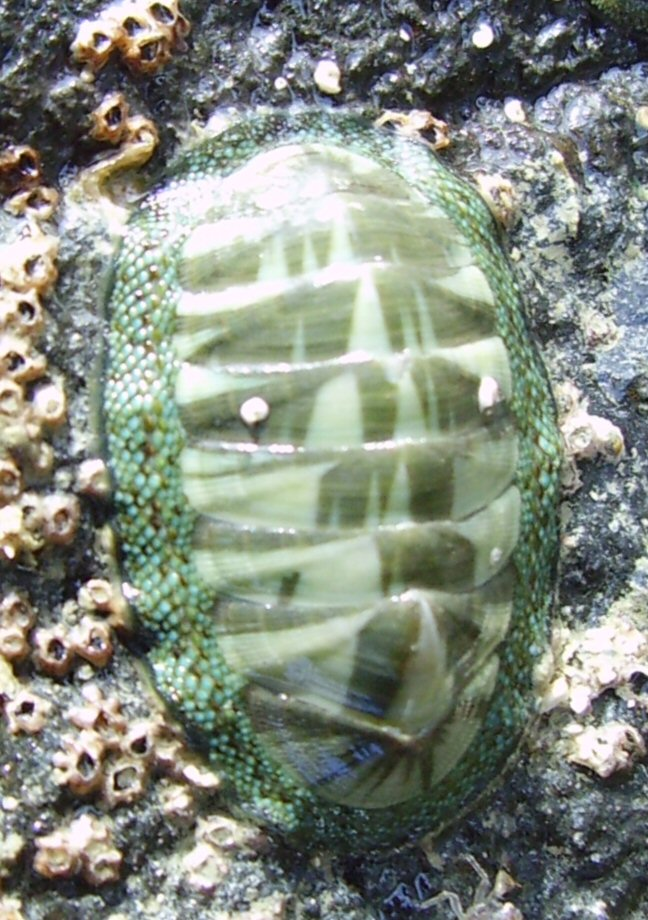
Chiton glaucus.
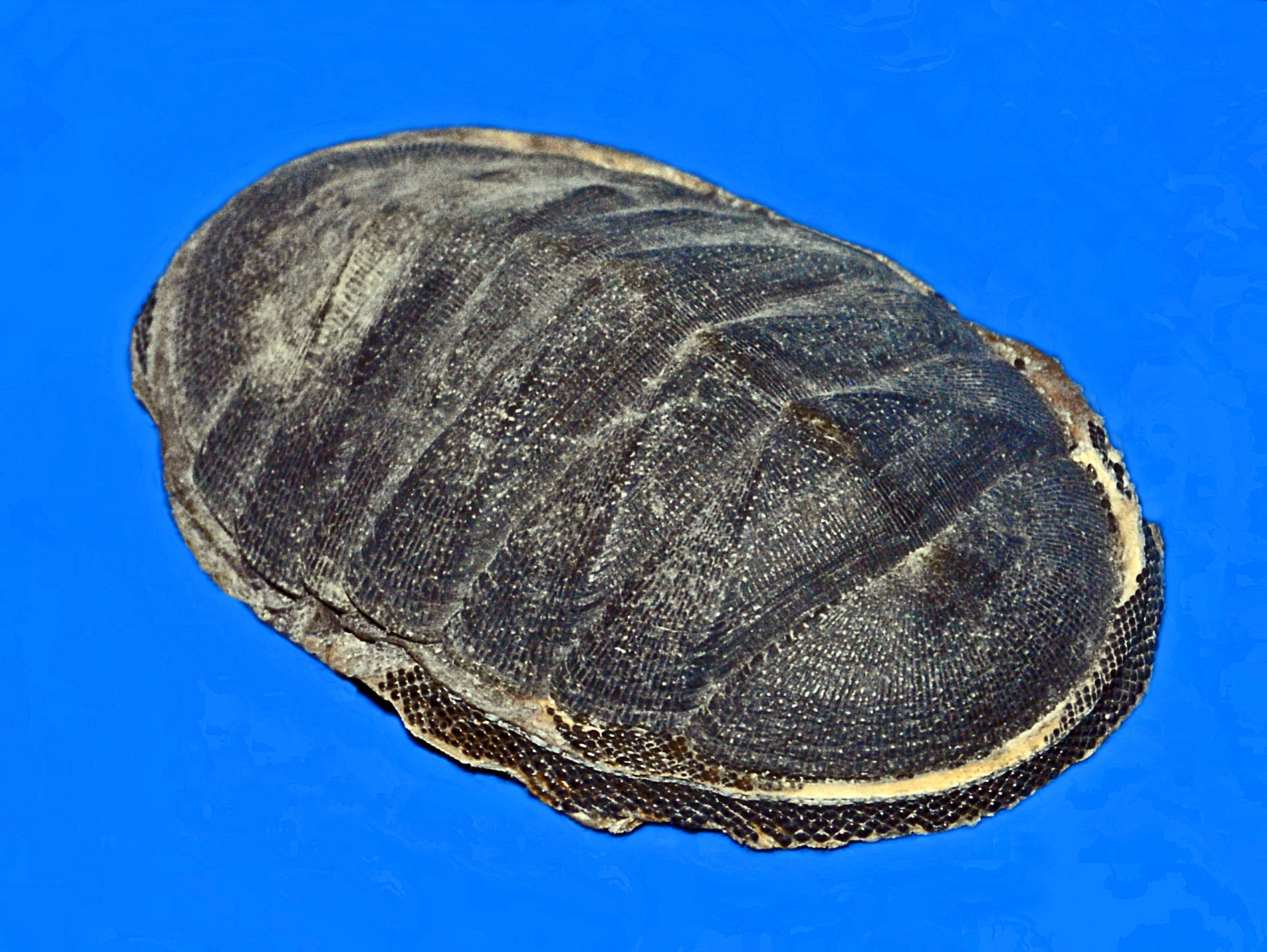
Chiton magnificus.
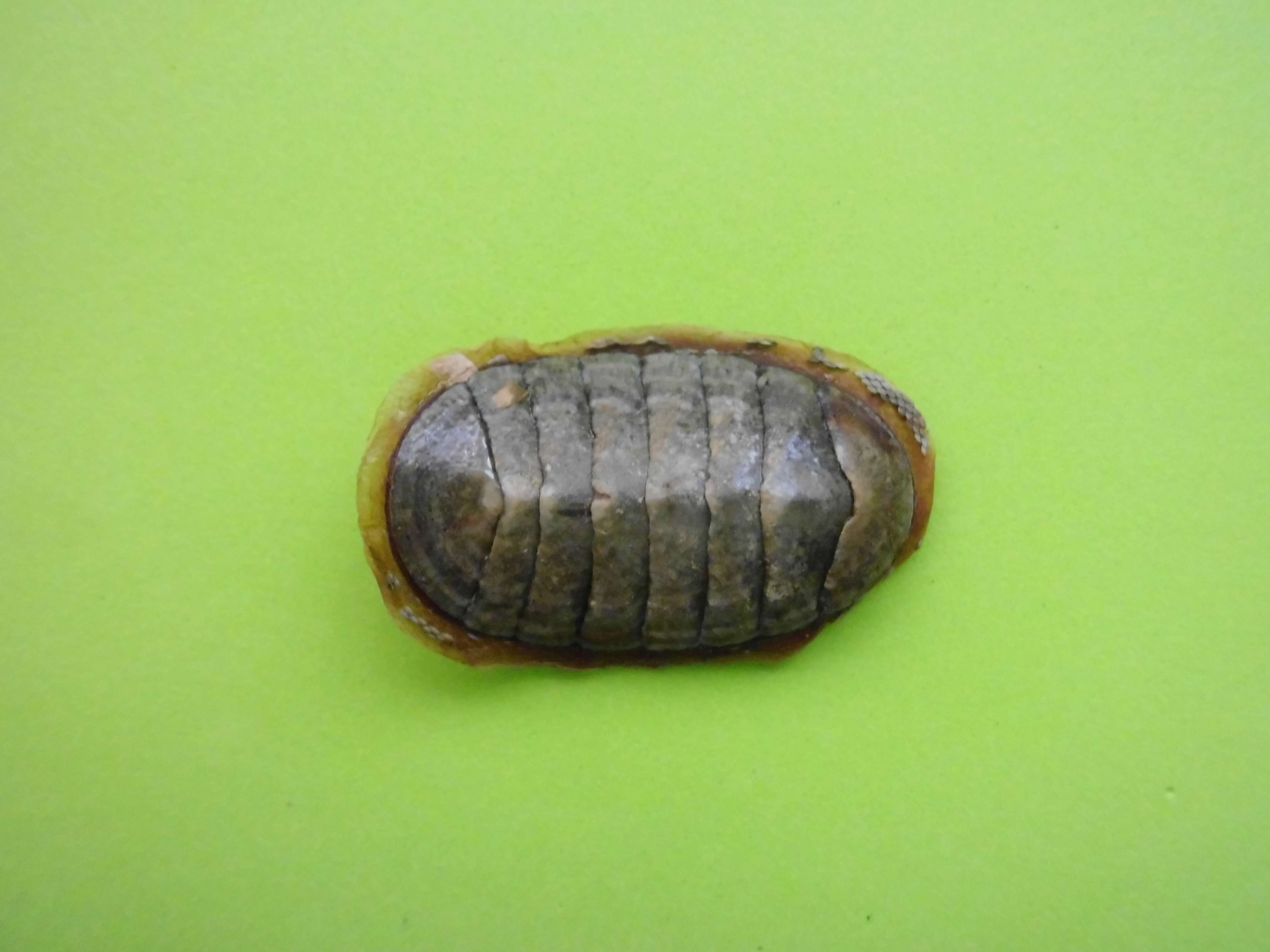
Chiton marmoratus.
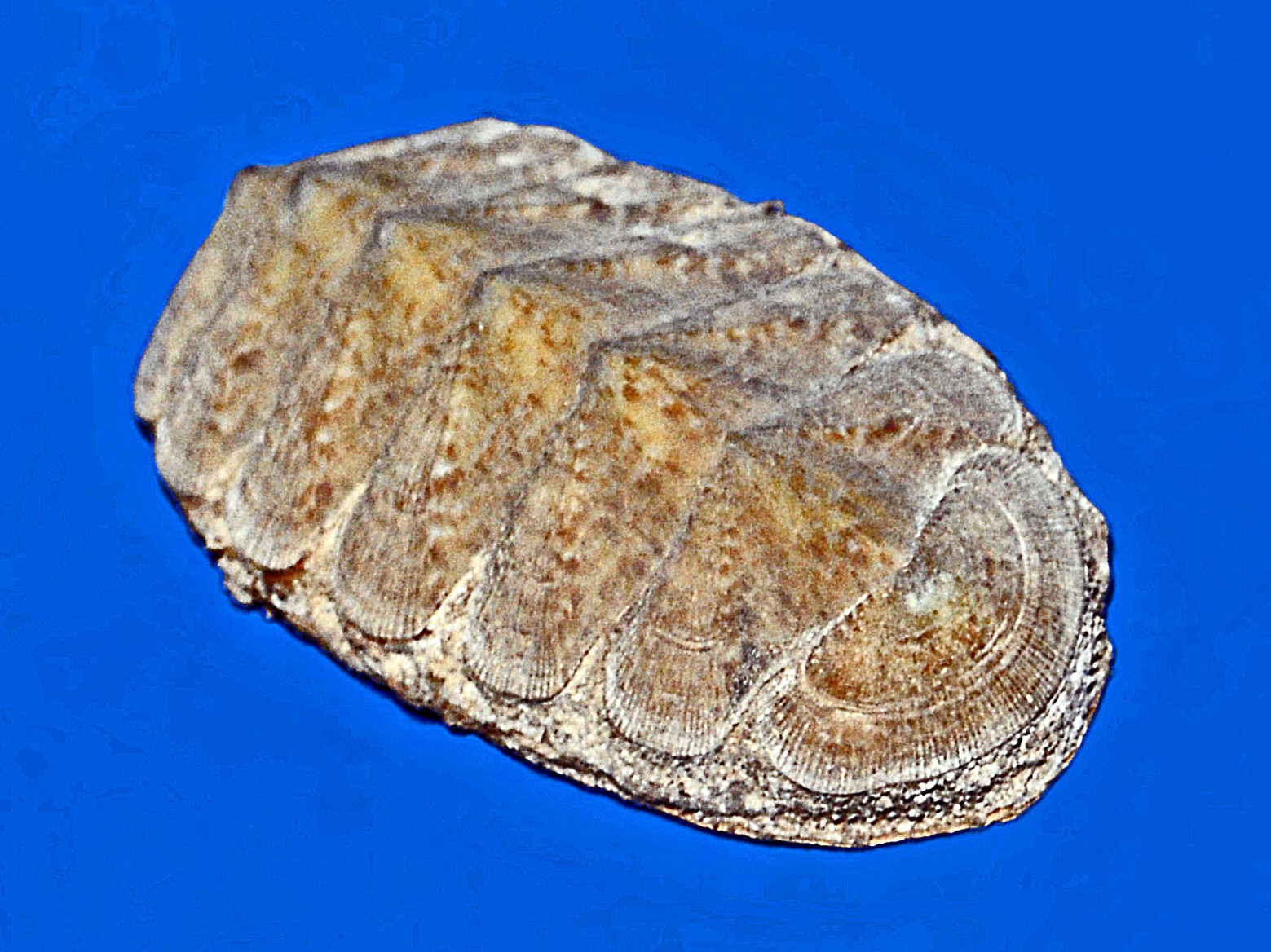
Chiton olivaceus.
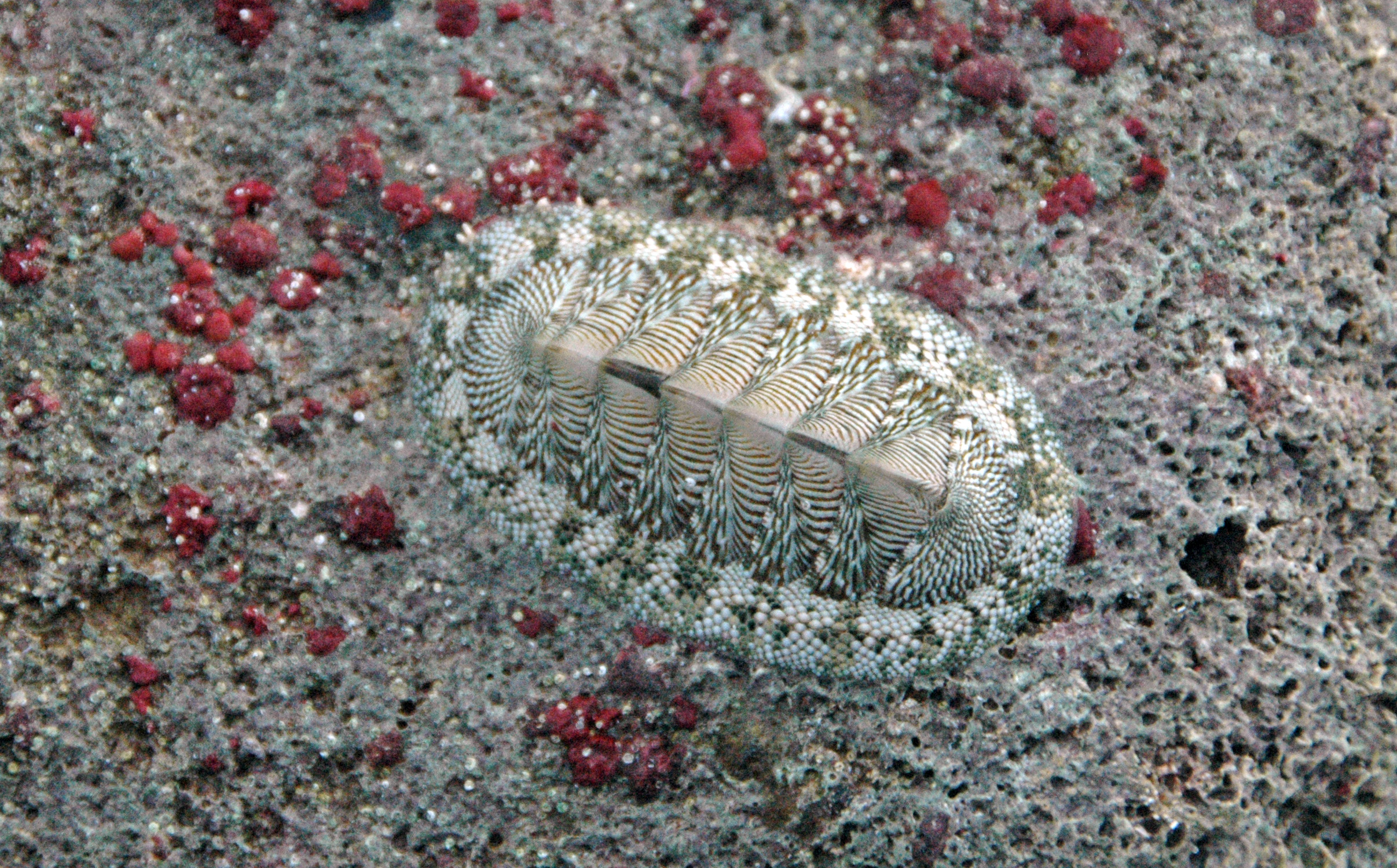
Chiton tuberculatus.